# Йалибу
Йалибу (англ. Ialibu) — город в Папуа — Новой Гвинее, на территории провинции Саутерн-Хайлендс.

## География
Город расположен в центральной части страны, на высоте 1990 м над уровнем моря.

## Население
По данным на 2013 год численность населения города составляла 10 314 человек. Население Йалибу и окрестных деревень говорят преимущественно на языках кеваби и имбунгу.
Динамика численности населения города по годам:
| 2000  | 2013   |
| ----- | ------ |
| 5 478 | 10 314 |

## Транспорт
Город связан с внешним миром автомобильными дорогами. Ближайшие аэропорты находятся в городах Менди и Маунт-Хаген.